# Mesterháza, Vas
Mesterháza  este un sat în districtul Sárvár, județul Vas, Ungaria, având o populație de 145 de locuitori (2011). 

## Demografie
Componența etnică a satului Mesterháza
     Maghiari (92,67%)
     Romi (4%)
     Germani (3,33%)
Componența confesională a satului Mesterháza
     Romano-catolici (66,21%)
     Luterani (14,48%)
     Reformați (7,59%)
     Fără religie (2,07%)
     Necunoscută (9,66%)
Conform recensământului din 2011, satul Mesterháza avea 145 de locuitori. Din punct de vedere etnic, majoritatea locuitorilor (92,67%) erau maghiari, existând și minorități de romi (4,0%) și germani (3,33%).  Din punct de vedere confesional, majoritatea locuitorilor (66,21%) erau romano-catolici, existând și minorități de luterani (14,48%), reformați (7,59%) și persoane fără religie (2,07%). Pentru 9,66% din locuitori nu este cunoscută apartenența confesională.